# استان فلوریدا (بولیوی)
استان فلوریدا (به اسپانیایی: Provincia Florida) یکی از استان‌های بولیوی در بولیوی است که در شهرستان سانتا کروز (بولیوی) واقع شده‌است. استان فلوریدا ۴٬۱۳۲ کیلومتر مربع مساحت و ۲۷٬۴۴۷ نفر جمعیت دارد و ۱٬۶۷۰ متر بالاتر از سطح دریا واقع شده‌است.